# Drapelul Afganistanului
Drapelul Afganistanului (Dari: پرچم افغانستان, Paștună: افغانستان توغ) este simbolul oficial al Afganistanului. Țara a avut 25 de drapele de la primul steag când Dinastia Hotak a fost fondată în 1709. Numai în secolul al XX-lea, Afganistanul a trecut prin 18 steaguri naționale, mai mult decât orice altă țară în acea perioadă de timp, iar cele mai multe dintre ele aveau culorile negru, roșu și verde.
Ca urmare a Căderii Kabulului la 15 august 2021, steagul Emiratului Islamic Afganistan controlat de talibani, un contur alb cu o Shahadah neagră, a fost folosit ca steag de facto pentru Afganistan.

## Istoria drapelului tricolor al Afganistanului
Culoarea neagră reprezintă istoria tulburată a secolului al XIX-lea ca stat protectorat, culoarea roșie reprezintă sângele celor care au luptat pentru independență (în mod specific, Tratatul anglo-afgan din 1919), iar verdele reprezintă speranța și prosperitatea pentru viitor. Unii au interpretat alternativ negru pentru a reprezenta istoria, roșu pentru a reprezenta progresul și verde pentru a reprezenta fie prosperitatea agricolă, fie Islamul. Some have alternatively interpreted the black to represent history, the red to represent progress, and the green to represent either agricultural prosperity or Islam.
Tricolorul ar fi fost inspirat de regele afgan, Amanullah Khan, când a vizitat Europa împreună cu soția sa în 1928. Designul original orizontal tricolor s-a bazat pe cel al steagului Germaniei.
Aproape fiecare steag tricolor afgan din 1928 are în centru emblema Afganistanului. Aproape fiecare emblemă a avut o moschee, care a apărut pentru prima dată în 1901, iar grâul, a apărut pentru prima dată în 1928.
Ultimul steag tricolor și-a luat forma actuală în 2002, cu modificări ulterioare în 2004 și 2013, cu unele variante care conțin diferite embleme colorate.

Aproximarea video a culorilor (valabilă pentru steagurile 1928-1978 și 1980-2021) este listată mai jos:
|      | Negru     | Roșu       | Roșu         | Verde       | Verde        | Alb         |
| ---- | --------- | ---------- | ------------ | ----------- | ------------ | ----------- |
| RGB  | 0/0/0     | 211/32/17  | 190/0/0      | 0/122/54    | 0/153/0      | 255/255/255 |
| Hex  | #000000   | #d32011    | #be0000      | #007a36     | #009900      | #FFFFFF     |
| CMYK | 0/0/0/100 | 0/85/92/17 | 0/100/100/25 | 100/0/56/52 | 100/0/100/40 | 0/0/0/0     |

## Galerie

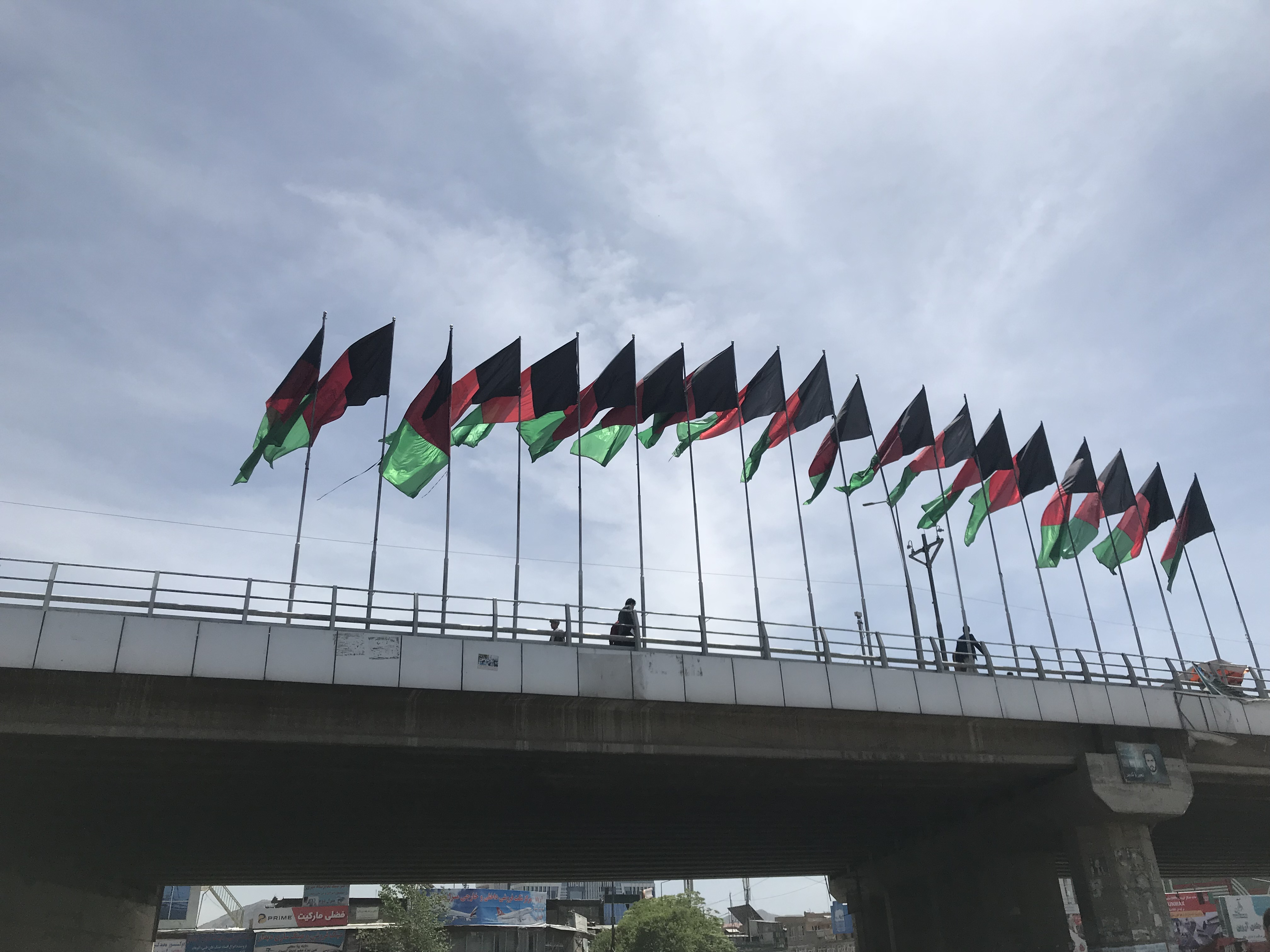
Steaguri ale Afganistanului pe Kote Sangi în timpul Zilei Independenței
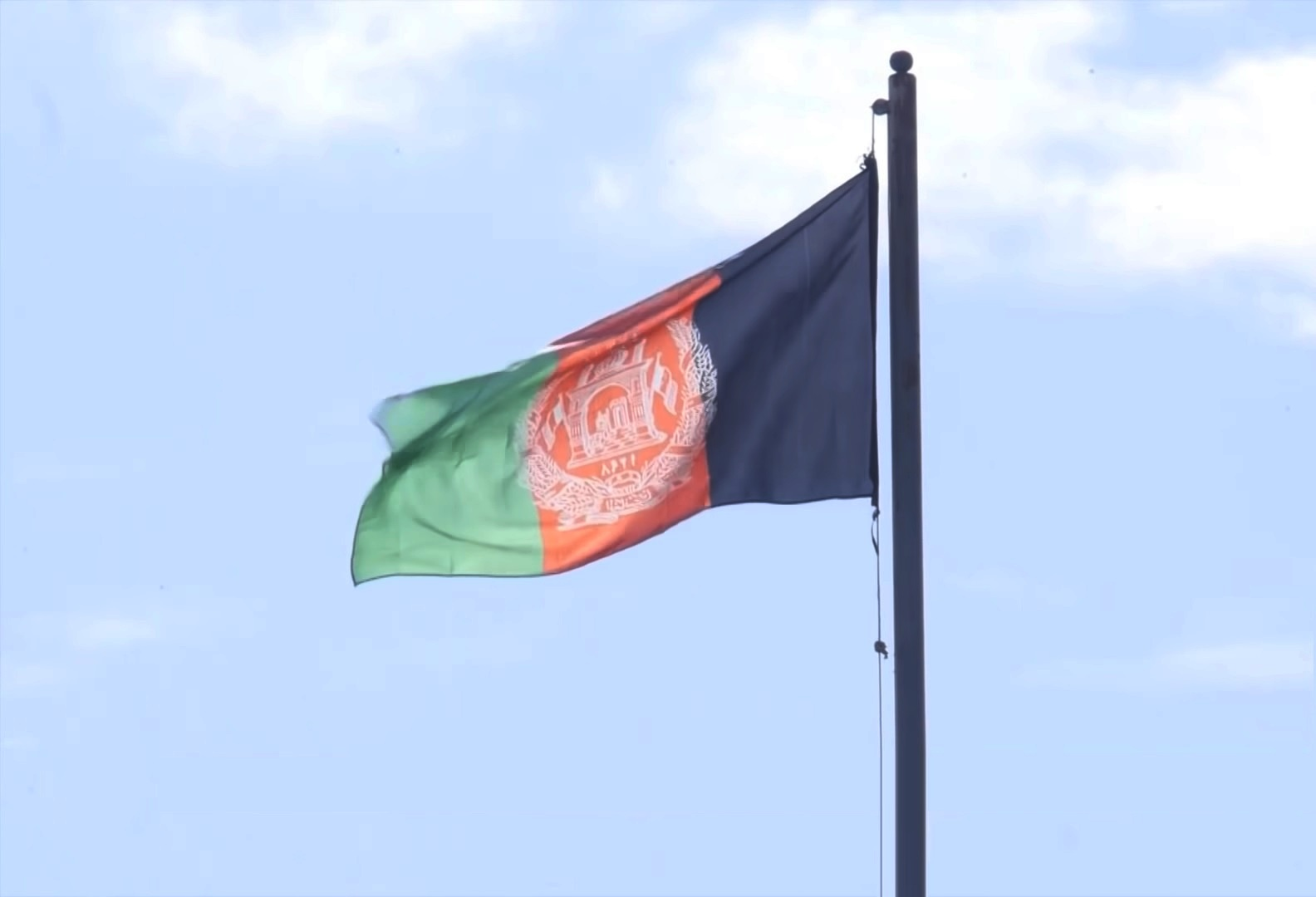
Steagul afgan zburând la complexul Palatul prezidențial (2019)
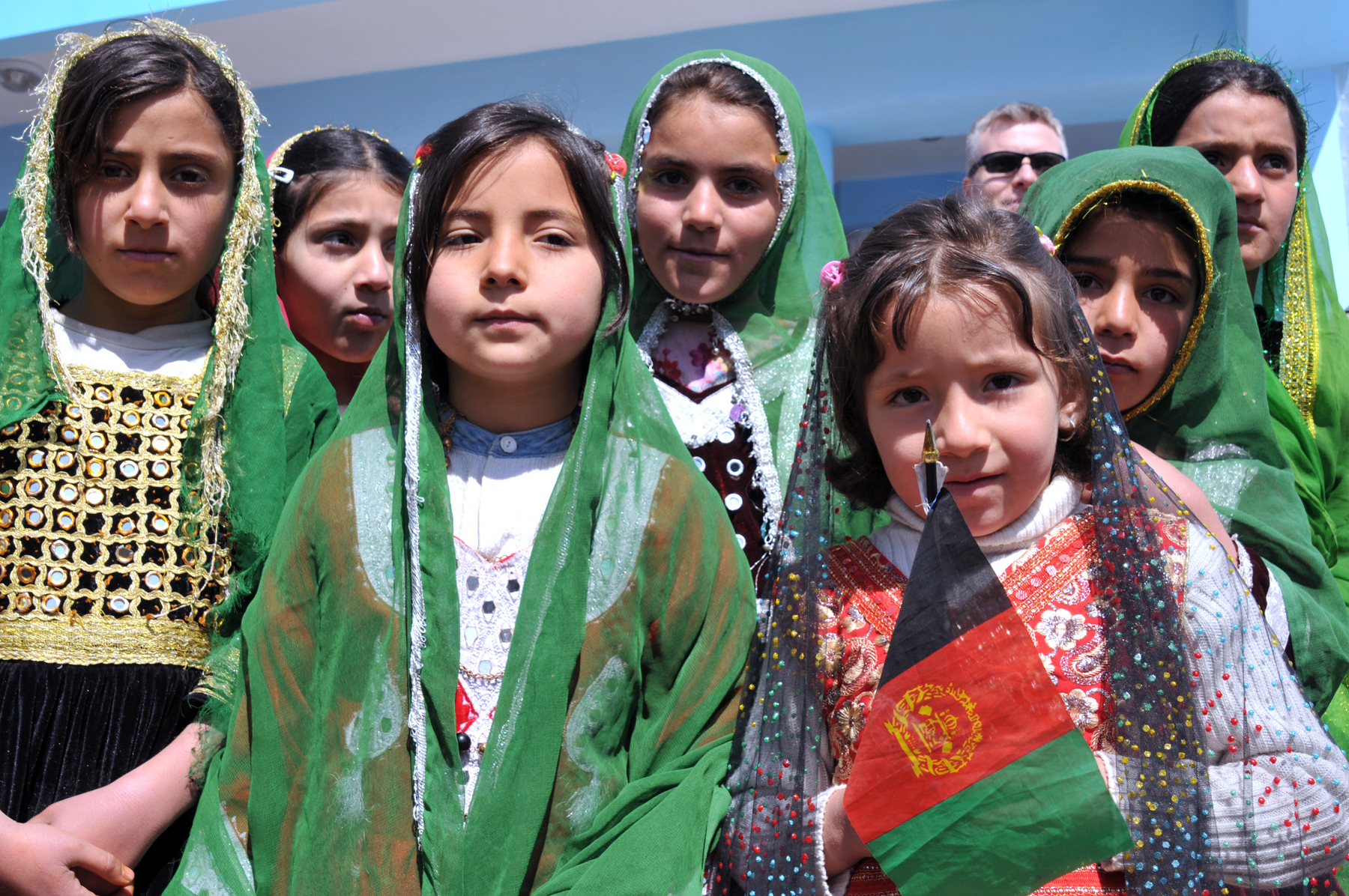
Copii afgani din provincia Badghis cu steagul național
Copii afgani fluturând steaguri naționale în provincia Helmand
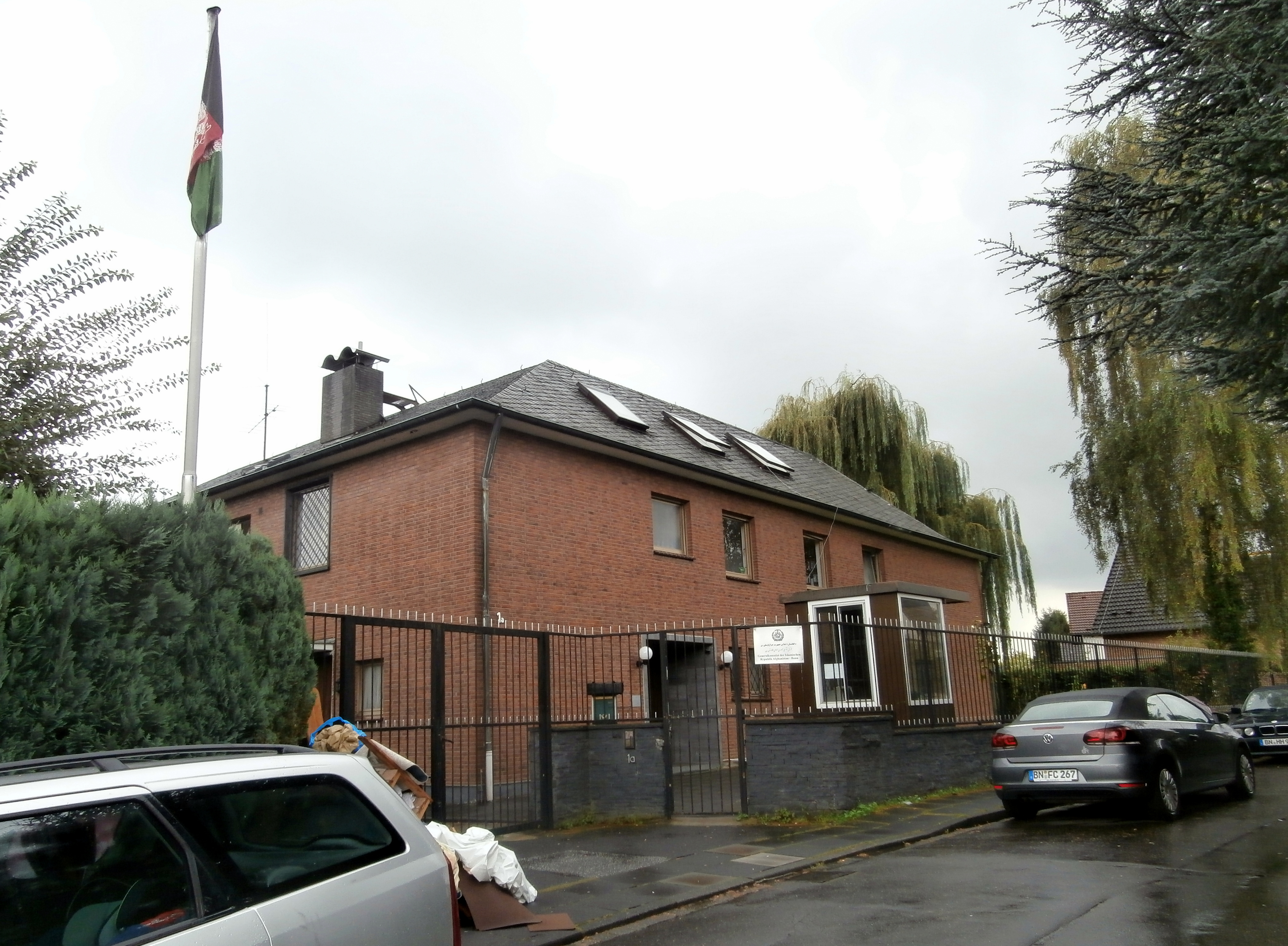
Afghan flag hanging over the Afghan Embassy in Bonn, Germany
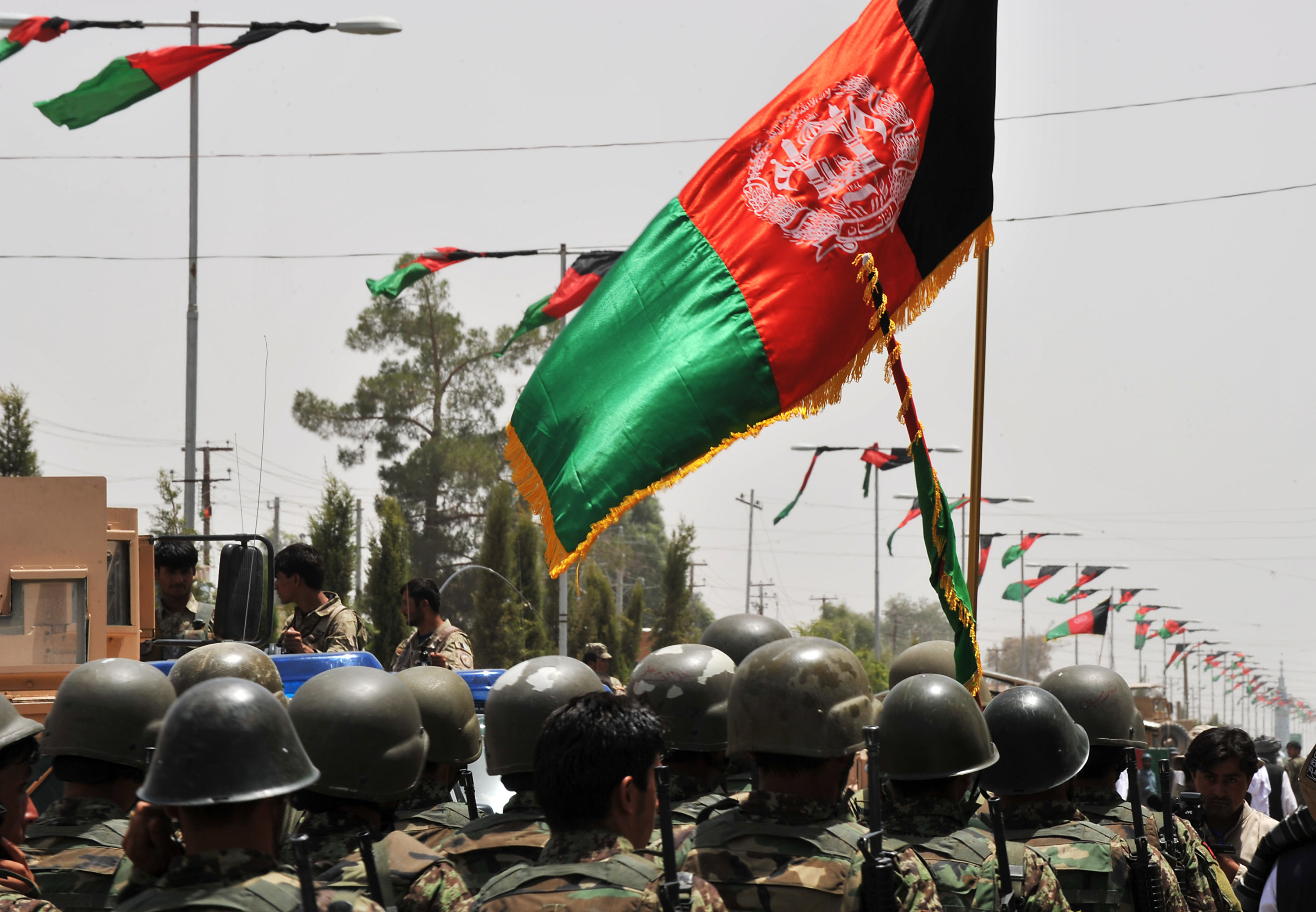
Steaguri afgane în timpul predării Lashkargah (2011)
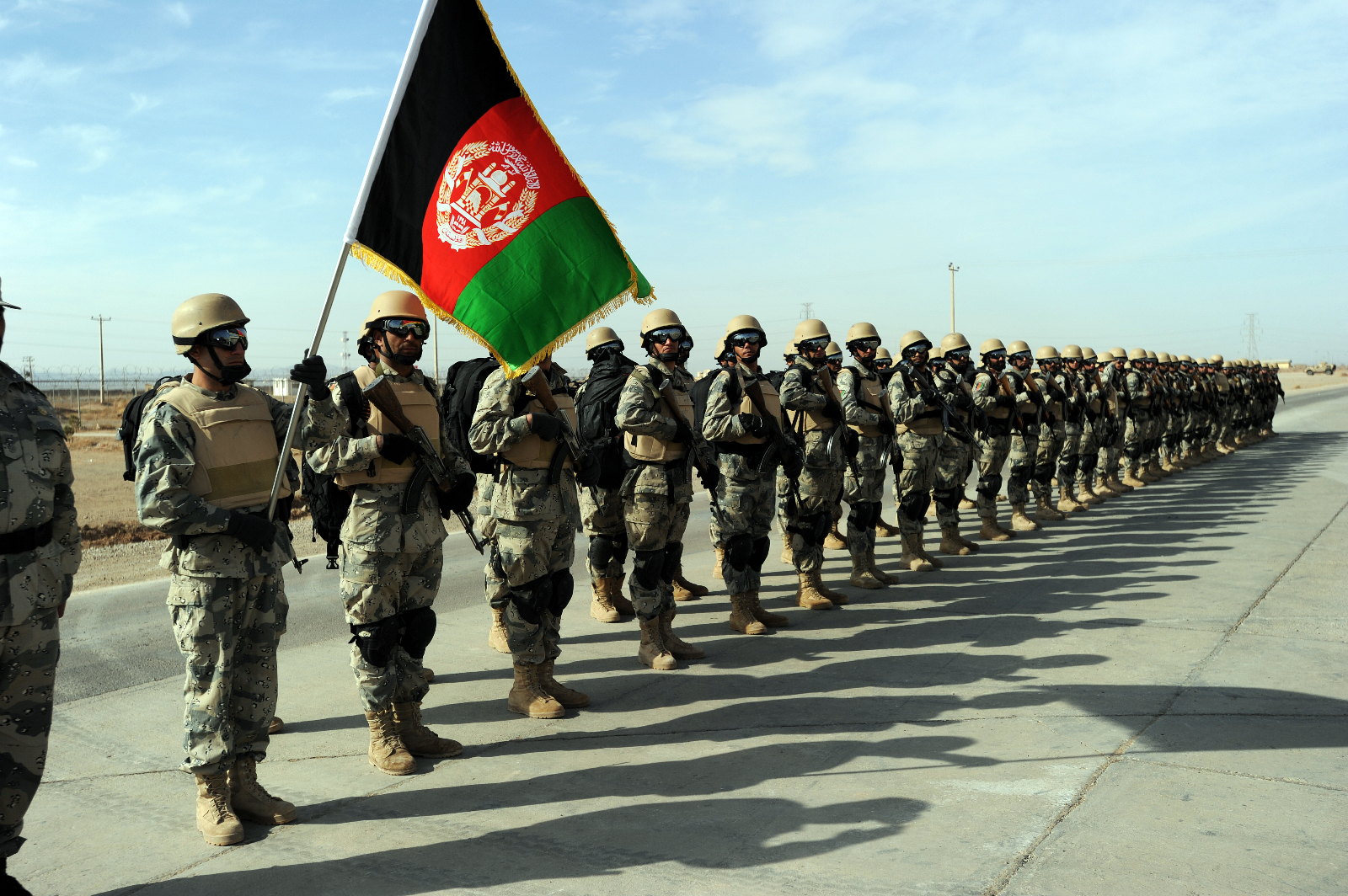
Poliția de Frontieră Afgană din Herat (2011)
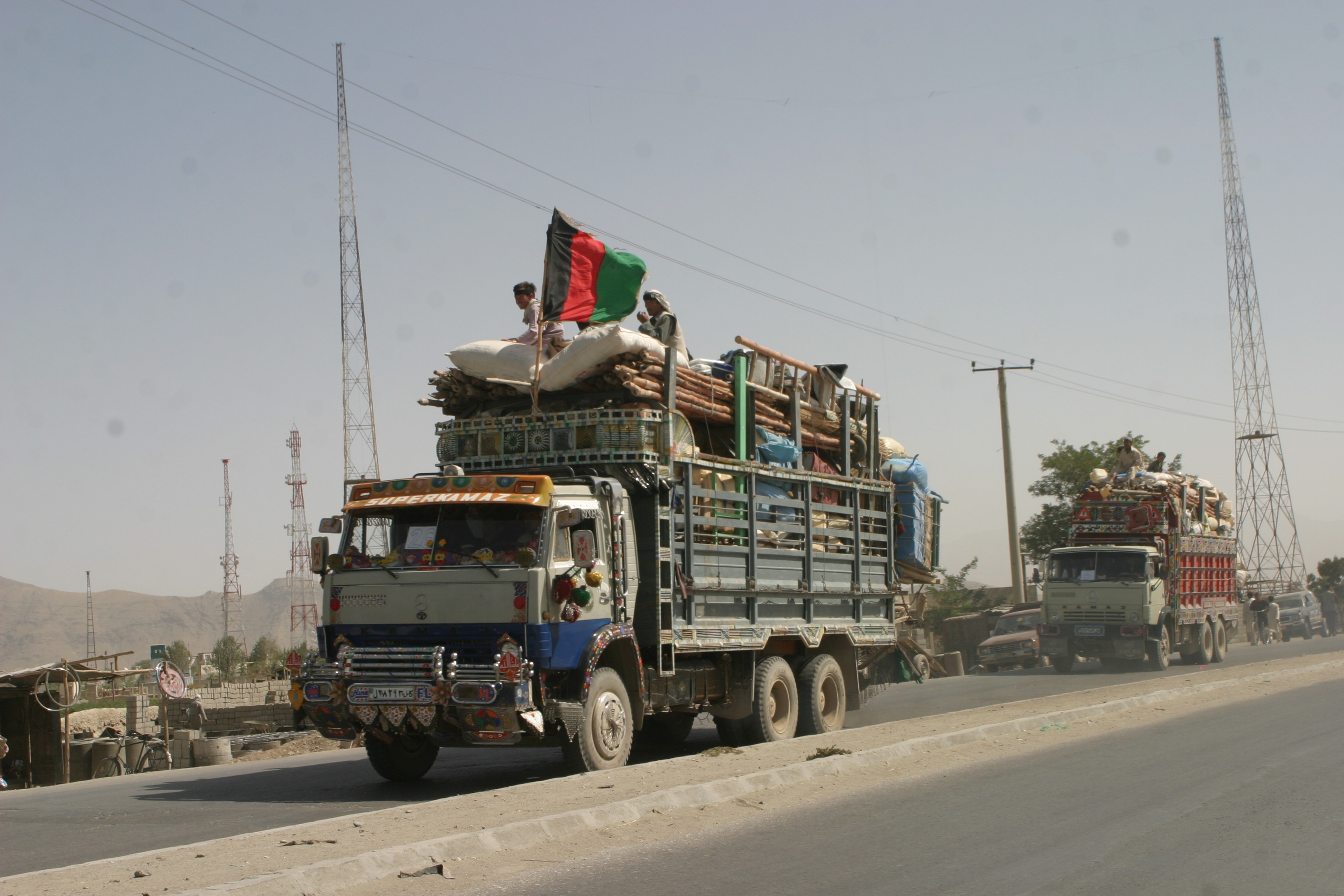
Refugiații afgani care se întorc din Pakistan cu un steag tricolor afgan pe camion (2004)
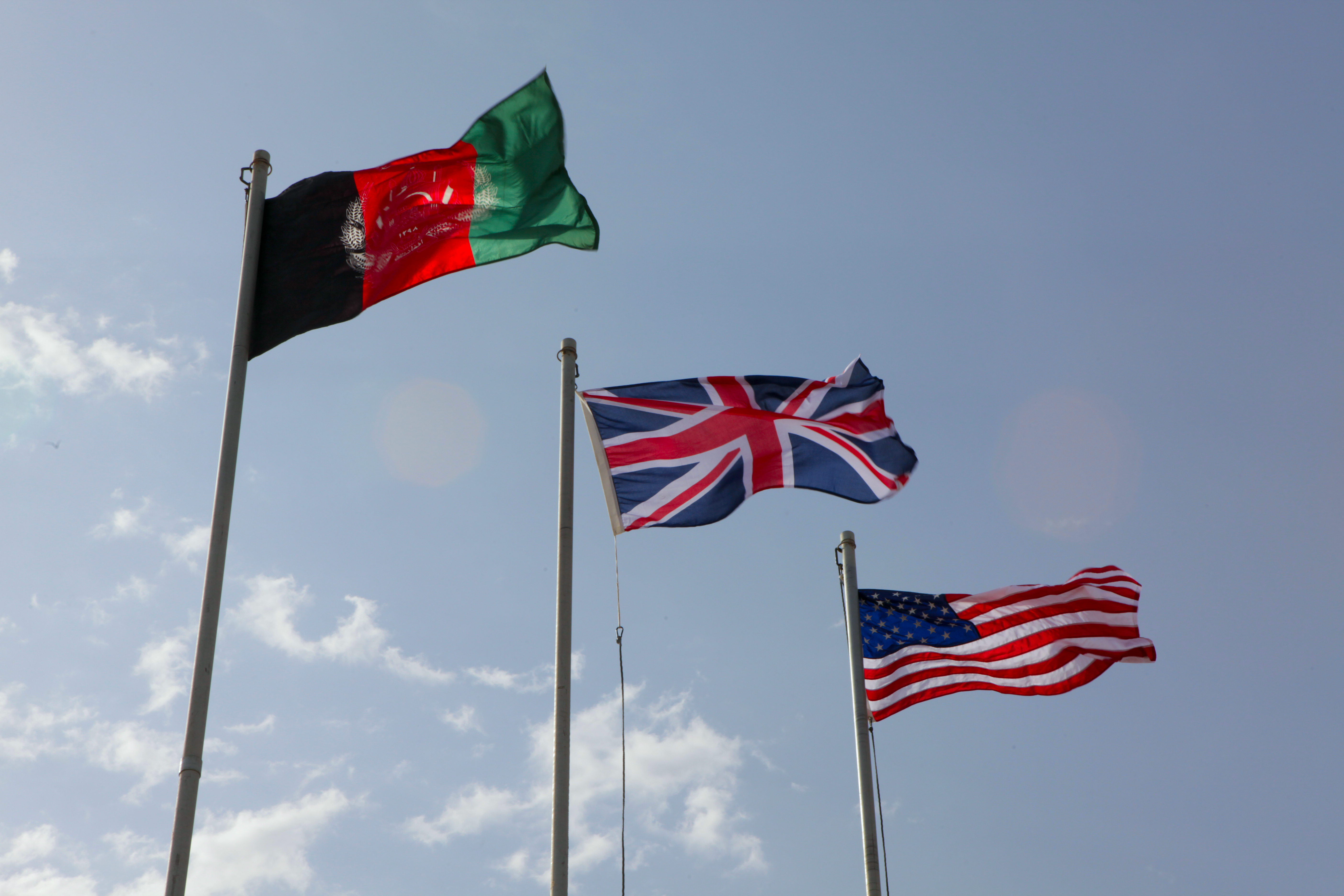
Steagurile afgane, britanice și americane pe stâlpi în timpul unei ceremonii în provincia Helmand (2010)
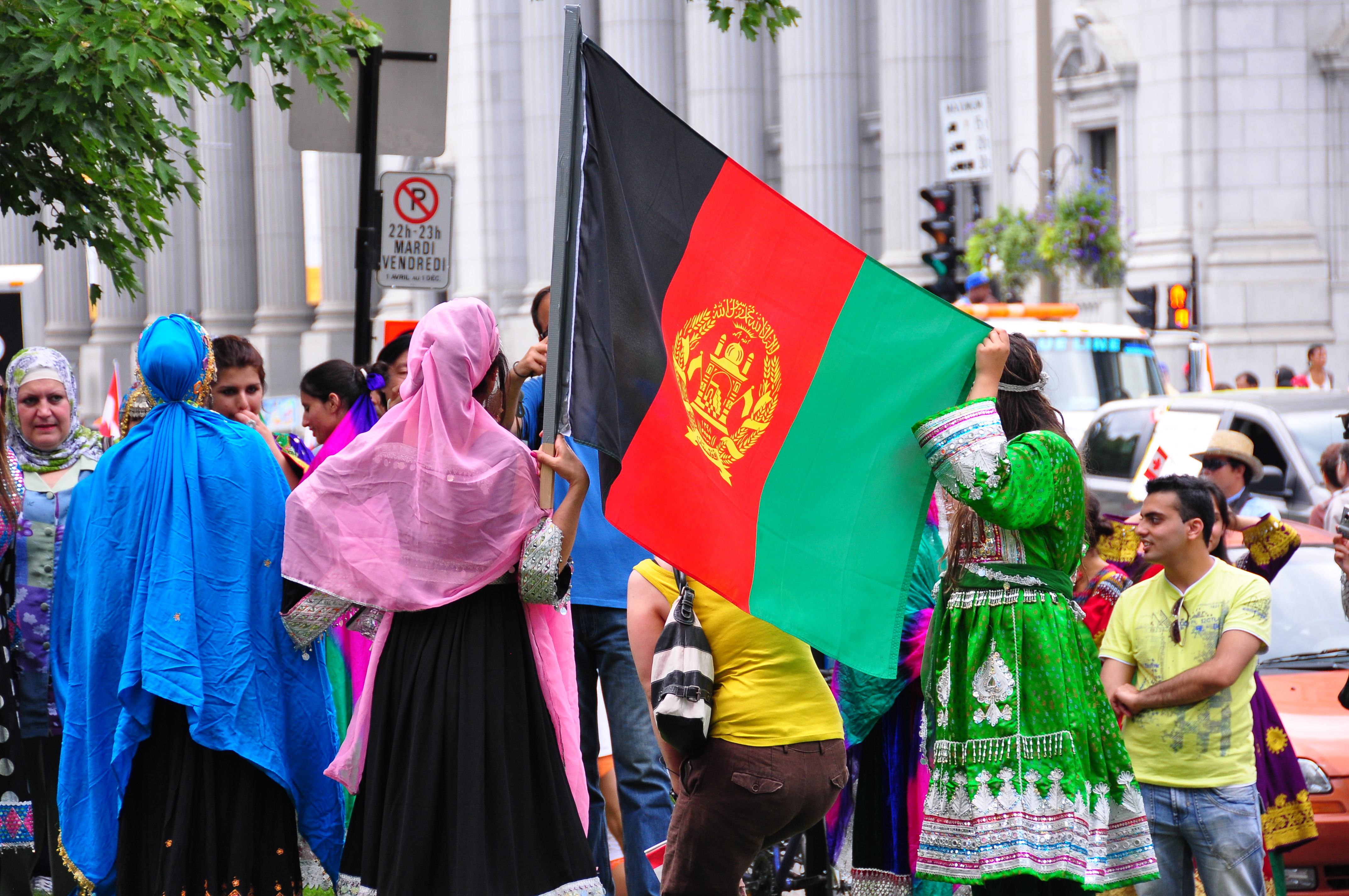
Un pavilion asemănător cu cel al proiectului din 2002-2004 fiind arborat în Montréal, Canada.

## Steagurile istorice
| Steag                                   | Anii în care a fost folosit            | Proporție | Guvern                                                | Note |
|                                         | 1709–1738                              | 2:3       | Dinastia Hotak                                        | Steagul Dinastiei Hotak. |
|                                         | 1747–1842                              | 2:3       | Imperiul Durrani                                      | Steagul arborat sub domnia lui Ahmad Shah Durrani și a dinastiei sale. |
| Fără steag oficial în această perioadă. | 1842–1880                              |           | Emiratul Afganistan                                   | Înainte de 1880, Dinastia Barakzai nu a folosit steagul asociat cu Durrani, sau orice altă alternativă oficială. |
|                                         | 1880–1901                              | 2:3       | Emiratul Afganistan                                   | Steagul arborat sub domnia lui Abdul Rahman Khan. |
|                                         | 1901–1919                              | 3:5       | Emiratul Afganistan                                   | Steagul de stat și de război arborat sub conducerea lui Habibullah Khan. Habibullah a adăugat la steagul tatălui său un sigiliu care este precursorul sigiliului modern sigiliu, care conține moscheea. |
|                                         | 1919–1926/29                           | 2:3       | Emiratul Afganistan                                   | Prima oară steagul a fost arborat sub domnia lui Amanullah. El a extins pe steagul tatălui său adăugând raze emanate din sigiliul sub forma unei octagramă.Acest nou stil de sigiliu era comun în Imperiul Otoman. Afganistanul a devenit un regat în 1926. |
|                                         | 1926–1928                              | 2:3       | Regatul Afganistanului                                | Al doilea steag arborat sub conducerea regelui Amanullah. El a înlocuit octagrama cu o coroană de flori și a modificat ușor sigiliul național. Acest design al moscheii din acest sigiliu va fi adoptat pentru majoritatea steagurilor Afganistanului în viitor. Moscheea are un mihrab orientat spre Mecca. |
|                                         | 1928                                   | 3:5       | Regatul Afganistanului                                | Al treilea drapel arborat sub conducerea regelui Amanullah, introdus în iunie 1928. Negru, roșu și verde, tricolorul reprezentând respectiv trecutul (steaguri anterioare), vărsarea de sânge pentru independență (Al treilea război anglo-afgan) și speranța pentru viitor, a fost probabil influențat de vizita lui Khan în străinătate în Europa și mai ales în Germania (tricolor negru-roșu-auriu) în 1927. |
|                                         | 1928–1929                              | 2:3       | Regatul Afganistanului                                | Al patrulea drapel arborat sub stăpânirea regelui Amanullah, introdus în iulie 1928. A fost primul drapel vertical-tricolor care ar fi folosit pe tot parcursul restului secolului XX și în zilele noastre. Noul sigiliu arată soarele care răsare peste doi munți acoperiți de zăpadă, reprezentând un nou început pentru Regatul Afganistanului. Acest sigiliu conține și grămezi de grâu, o icoană care ar fi prezentă pe toate emblemele viitoare ale Afganistanului în diferite regimuri. În special, numai emblema sovietică avea grâu la vremea respectivă și ar apărea în viitor pe steagurile multor state comuniste.                  |
|                                         | 1928–1929                              | 2:3       | Regatul Afganistanului                                | O variantă a steagului de mai sus cu raze lungi de soare groase, asemănătoare cu steagul japonez soarele răsare, precum și o stea galbenă centrată. |
|                                         | 1929                                   | 2:3       | Regatul Afganistanului                                | Un drapel de scurtă durată care a fost arborat între ianuarie și octombrie 1929. |
|                                         | 1929                                   | 2:3       | Regatul Afganistanului                                | Acest drapel (la fel ca inițialul din 1919) a fost raportat a fi arborat sub domnia de scurtă durată a regelui Inayatullah Khan. |
|                                         | 1929                                   | 2:3       | Emiratul Afganistan (1929)                            | Steagul arborat sub scurta domnie a lui Habibullah Kalakani - un tricolor pe verticală roșie, neagră și albă, inspirat de steagurile folosite de mongoli în timpul ocupării Afganistanului în al XIII-lea. |
|                                         | 1929                                   | 2:3       | Regatul Afganistanului                                | În timpul rebeliunii din Kalakani, un steag similar a fost folosit în Herat în rebeliunea tadjikilor. |
|                                         | 1929                                   | 2:3       | Regatul Afganistanului                                | Steag de tranziție folosit de guvernul rival de scurtă durată al lui Ali Ahmad Khan în Jalalabad, în opoziție cu Kalakani. |
|                                         | 1929 – 27 martie, 1930                 | 2:3       | Regatul Afganistanului                                | Primul steag arborat sub conducerea lui Nader Shah. tricolorul negru, roșu și verde a fost restabilit; sigiliul octogramei împrumutat de la primul steag al regelui Amanullah a înlocuit sigiliul soarelui și al munților, dar designul vertical negru-roșu-verde a fost restabilit. |
|                                         | 27 martie 1930 – 16 iulie 1973         | 2:3       | Regatul Afganistanului                                | Al doilea steag arborat sub conducerea lui Nader Shah, a fost folosit și de fiul său, [[[Mohammed Zahir Shah\|Zahir Shah]]. Razele de pe octagramă au fost îndepărtate, iar sigiliul a fost mărit - designul moscheii este același cu cel introdus în steagul din 1926. Între moschee și sigiliu se află anul ١٣٤٨ (1348 al calendarului islamic lunar, sau 1929 d.Hr. calendarul gregorian) anul în care a început [[dinastia] lui Mohammed Nadir Shah. |
|                                         | 17 iulie 1973 – 8 mai 1974             | 2:3       | Republica Afganistan                                  | Primul steag arborat sub Republica Afganistan. Este identic cu steagul anterior, cu excepția faptului că anul ١٣٤٨ a fost eliminat odată cu încheierea monarhiei lui Zahir Shah. |
|                                         | 9 mai 1974 – 26 aprilie 1978           | 2:3       | Republica Afganistan                                  | Al doilea pavilion arborat pentru Republica Afganistan. S-au folosit aceleași culori, dar sensurile s-au reinterpretat: negru pentru trecutul obscur, roșu pentru sângele vărsat pentru independență și verde pentru prosperitatea față de agricultură. În canton este un sigiliu nou, cu un vultur auriu cu aripi întinse, un amvon pe pieptul vulturului, grâul care înconjoară vulturul și razele soarelui deasupra vulturului (pentru noua republică). |
|                                         | 27 aprilie 1978 – 18 octombrie 1978    | 2:3       | Republica Democratică Afganistan                      | Când președintele republicii, Mohammad Daoud Khan, a fost ucis într-o lovitură de stat, noul regim sub Partidul Democrat Popular din Afganistan (PDPA) a înființat un stat comunist. Pentru o scurtă perioadă de timp, în timpul tranziției, a fost păstrat același design de pavilion, dar nu a fost sigilat. Un steag similar a fost folosit de partidul Junbish-e Milli care a controlat nordul Afganistanului autonom din 1992 până în 1998. |
|                                         | 19 octombrie 1978 – 21 aprilie 1980    | 1:2       | Republica Democratică Afganistan                      | O schimbare radicală, acest steag a folosit un contur roșu cu sigiliu galben în canton, un design comun pentru statele socialiste din secolul XX. A constat din emblema facțiunii Khalq a PDPA cu grâu, o stea în partea de sus (reprezentând cele cinci grupuri etnice ale națiunii), termenul „Khalq” în limba arabă în centru și o citire a subtitrării ”[[[Revoluția Saur]] ١٣٥٧ 'și numele complet al statului. |
|                                         | 1980                                   | 1:2       | Republica Democratică Afganistan                      | După răsturnarea facțiunii Khalq de către facțiunea Parcham în timpul invaziei sovietice, steagul Partidului Democrat Popular, cu o roată dințată care reprezintă industria și o spicul de grâu pentru a reprezenta agricultura , a fost folosit în plus ca steag național. |
|                                         | 22 aprilie 1980 – 29 noiembrie 1987    | 1:2       | Republica Democratică Afganistan                      | În cadrul programului Principii fundamentale al noii conduceri sub Babrak Karmal, tradiționalul tricolor negru, roșu și verde a fost restabilit, reprezentând trecutul, sângele vărsat pentru independență și respectiv credința islamică]. A fost proiectat un nou sigiliu, cu un soare care răsare (o referință la numele anterior, Khorasan , care înseamnă „Țara Soarelui Răsare”), un amvon și o carte (considerată a fi Manifestul comunist sau Capital de Karl Marx, panglici cu culori naționale, o roată dințată pentru industrie și o stea roșie și grâul sigiliului au asemănări cu sigiliile de atunci Germania de Est și României. |
|                                         | 30 noiembrie 1987 – 26 aprilie 1992    | 1:2       | Republic Afganistan                                   | Drapelul a fost schimbat ca parte a modificărilor constituționale ale lui Mohammad Najibullah. La fel ca steagul anterior, cu excepția faptului că în sigiliul național, roata dințată este mutată de sus în jos, steaua roșie și cartea sunt îndepărtate, iar câmpul verde curbat pentru a semăna cu orizontul. |
| Format:IFIS                             | 27 aprilie 1992 − 6 decembrie 1992     | 1:2       | Statul Islamic Afganistan                             | Acest steag a fost folosit ca steag provizoriu după căderea regimului pro-sovietic Najibullah. A apărut în multe variante, dintre care una este prezentată aici. În banda superioară este arabă Allahu Akbar , („Dumnezeu este mare”); banda centrală (acum albă, cu roșu complet îndepărtat din steag) conține Shahadah. |
|                                         | 27 aprilie 1992 − 6 decembrie 1992     | 1:2       | Statul Islamic Afganistan                             | Acest drapel a fost folosit cu scop provizoriu după căderea regimului pro-sovietic Najibullah. |
|                                         | 7 decembrie 1992 – 12 noiembrie 2001   | 1:2       | Statul Islamic Afganistan / Alianța nordică (de jure) | Noul guvern islamic sub conducerea lui Rabbani a prezentat o schimbare de steag. Schema de culori este similară cu mai multe steaguri ale națiunilor musulmane din Orientul Mijlociu. Emblema este aceeași cu emblema epocii monarhiei, dar cu adăugarea Shahadah și a săbiilor reprezentând victoria mujahidinilor. Acum arată anul ١۲۹٨ (1298), echivalentul calendarului solar islamic al anului 1919 d.Hr. din Calendarul gregorian, anul independenței depline. În partea de jos a emblemei era scris „دا افغانستان اسلامی دولت”, „„ Statul Islamic al Afganistanului””.                                                                   |
|                                         | 27 septembrie 1996 – 26 octombrie 1997 | 2:3       | Emiratul Islamic Afganistan                           | Un drapel alb simplu a fost arborat de Talibani. |
|                                         | 27 octombrie 1997 – 12 noiembrie 2001  | 2:3       | Emiratul Islamic Afganistan                           | În 1997, talibanii au introdus Shahadah pe steagul alb. |
|                                         | 27 octombrie 1997 – 12 noiembrie 2001  | 2:3       | Emiratul Islamic Afganistan                           | O variantă de steag a fost arborată de Talibani. |
|                                         | 13 noiembrie 2001 – 27 ianuarie 2002   | 1:2       | Statul Islamic Afganistan                             | La fel ca steagul din 1992, dar cu textele în Paștună și Dari. |
|                                         | 28 ianuarie 2002 – 27 iunie 2002 2002  | 1:2       | Administrația de Tranziție                            | După căderea talibanilor, culorile tradiționale negru, roșu și verde au fost restaurate și într-un model vertical, la fel ca drapelele arborate între 1928 și 1974. Emblema centrală este emblema clasică a Afganistanului - este aceeași versiune ca și cea folosită în steagul din 1992, dar săbiile au fost scoase. |
|                                         | 27 iunie 2002 – 9 octombrie 2004       | 1:2       | Administrația de Tranziție                            | Loya Jirga din primăvara anului 2002 a votat drapelul național afgan cu unele modificări, inclusiv stema fiind de culoare aurie în loc de alb, anul datând acum „1380” sub moschee în loc de „1348”, în iunie 2002 Afganistanul și-a schimbat oficial drapelul național de la o stemă albă în centrul steagului la o stemă de aur care simbolizează culoarea unei coroane de grâu |
|                                         | 9 octombrie 2004 – 19 august 2013      | 2:3       | Republica Islamică Afganistan                         | Similar cu steagul anterior, dar un raport diferit și o emblemă ușor moderată. „دا افغانستان اسلامی دولت„ Statul Islamic al Afganistanului a fost înlocuit cu pur și simplu „افغانستان" Afganistan . |
|                                         | 19 august 2013 – 16 august 2021        | 2:3       | Republica Islamică Afganistan                         | Acest steag încorporează emblema națională modificată cu o panglică mai mare și care se suprapune în barele negre și verzi în loc să fie complet conținute în bara roșie. |
|                                         | 16 august 2021 –                       | 2:3       | Emiratul Islamic Afganistan                           | În 2021, talibanii au reintrodus steagul alb. |